# Voetbalkampioenschap van Saale-Elster 1924/25
In 1924/25 werd het achtste voetbalkampioenschap van Saale-Elster gespeeld, dat georganiseerd werd door de Midden-Duitse voetbalbond. Naumburger SpVgg 05 werd kampioen en plaatste zich voor de Midden-Duitse eindronde. De club veroor meteen van VfB 1893 Leipzig. 
Weißenfelser SpVgg 1903 veranderde de naam in Weißenfelser FV Schwarz-Gelb 03.

## Gauliga
| Plaats | Club                            | Wed. | W  | G | V  | Saldo | Ptn.  |
| ------ | ------------------------------- | ---- | -- | - | -- | ----- | ----- |
| 1.     | Naumburger SpVgg 05             | 14   | 12 | 1 | 1  | 33:11 | 25:3  |
| 2.     | Weißenfelser FV Schwarz-Gelb 03 | 14   | 9  | 1 | 4  | 29:16 | 19:9  |
| 3.     | Zeitzer BC 1903                 | 14   | 8  | 1 | 5  | 20:39 | 17:11 |
| 4.     | SpVgg 1910 Zeitz                | 14   | 4  | 4 | 6  | 33:28 | 12:16 |
| 5.     | SC 1903 Weißenfels              | 14   | 4  | 4 | 6  | 21:33 | 12:16 |
| 6.     | TuRV 1861 Weißenfels            | 13   | 3  | 4 | 6  | 32:32 | 10:16 |
| 7.     | SpVgg 1919 Teuchern             | 13   | 3  | 3 | 7  | 21:33 | 9:17  |
| 8.     | BC 1920 Naumburg                | 14   | 2  | 2 | 10 | 17:38 | 6:22  |

|  | Kampioen, geplaatst voor Midden-Duitse eindronde |